# MEF2A
MEF2A (англ. Myocyte enhancer factor 2A) – білок, який кодується однойменним геном, розташованим у людей на короткому плечі 15-ї хромосоми. Довжина поліпептидного ланцюга білка становить 507 амінокислот, а молекулярна маса — 54 811.
| 10         |  | 20         |  | 30         |  | 40         |  | 50         |
| ---------- |  | ---------- |  | ---------- |  | ---------- |  | ---------- |
| MGRKKIQITR |  | IMDERNRQVT |  | FTKRKFGLMK |  | KAYELSVLCD |  | CEIALIIFNS |
| SNKLFQYAST |  | DMDKVLLKYT |  | EYNEPHESRT |  | NSDIVEALNK |  | KEHRGCDSPD |
| PDTSYVLTPH |  | TEEKYKKINE |  | EFDNMMRNHK |  | IAPGLPPQNF |  | SMSVTVPVTS |
| PNALSYTNPG |  | SSLVSPSLAA |  | SSTLTDSSML |  | SPPQTTLHRN |  | VSPGAPQRPP |
| STGNAGGMLS |  | TTDLTVPNGA |  | GSSPVGNGFV |  | NSRASPNLIG |  | ATGANSLGKV |
| MPTKSPPPPG |  | GGNLGMNSRK |  | PDLRVVIPPS |  | SKGMMPPLSE |  | EEELELNTQR |
| ISSSQATQPL |  | ATPVVSVTTP |  | SLPPQGLVYS |  | AMPTAYNTDY |  | SLTSADLSAL |
| QGFNSPGMLS |  | LGQVSAWQQH |  | HLGQAALSSL |  | VAGGQLSQGS |  | NLSINTNQNI |
| SIKSEPISPP |  | RDRMTPSGFQ |  | QQQQQQQQQQ |  | PPPPPQPQPQ |  | PPQPQPRQEM |
| GRSPVDSLSS |  | SSSSYDGSDR |  | EDPRGDFHSP |  | IVLGRPPNTE |  | DRESPSVKRM |
| RMDAWVT    |  |            |  |            |  |            |  |            |

A: Аланін

C: Цистеїн

D: Аспарагінова кислота

E: Глутамінова кислота

F: Фенілаланін

G: Гліцин

H: Гістидин

I: Ізолейцин

K: Лізин

L: Лейцин

M: Метіонін

N: Аспарагін

P: Пролін

Q: Глутамін

R: Аргінін

S: Серин

T: Треонін

V: Валін

W: Триптофан

Кодований геном білок за функціями належить до активаторів, білків розвитку, фосфопротеїнів. 
Задіяний у таких біологічних процесах, як апоптоз, транскрипція, регуляція транскрипції, диференціація клітин, нейрогенез, ацетилювання, альтернативний сплайсинг. 
Білок має сайт для зв'язування з ДНК. 
Локалізований у ядрі.